# 3281 Maupertuis

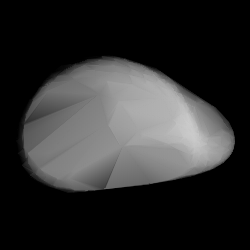
Foto ilustrativa

Maupertuis (asteróide 3281) é um asteróide da cintura principal, a 2,1182136 UA. Possui uma excentricidade de 0,0983762 e um período orbital de 1 315,25 dias (3,6 anos).
Maupertuis tem uma velocidade orbital média de 19,43213598 km/s e uma inclinação de 5,99745º.
Este asteróide foi descoberto em 24 de Fevereiro de 1938 por Yrjö Väisälä.
Seu nome é uma homenagem ao matemático francês Pierre Louis Moreau de Maupertuis. 